# Glaucocharis xanthogramma
Glaucocharis xanthogramma là một loài bướm đêm trong họ Crambidae.